# Perdita perlucens
Perdita perlucens là một loài Hymenoptera trong họ Andrenidae. Loài này được Timberlake mô tả khoa học năm 1977.